# Tafelschere

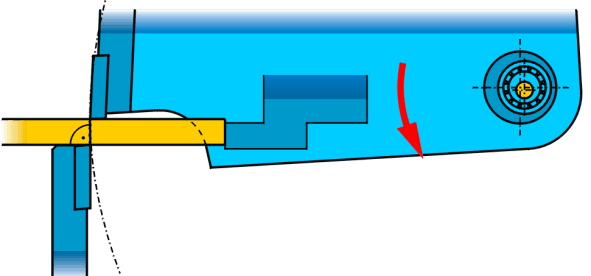
Schwingschnitt

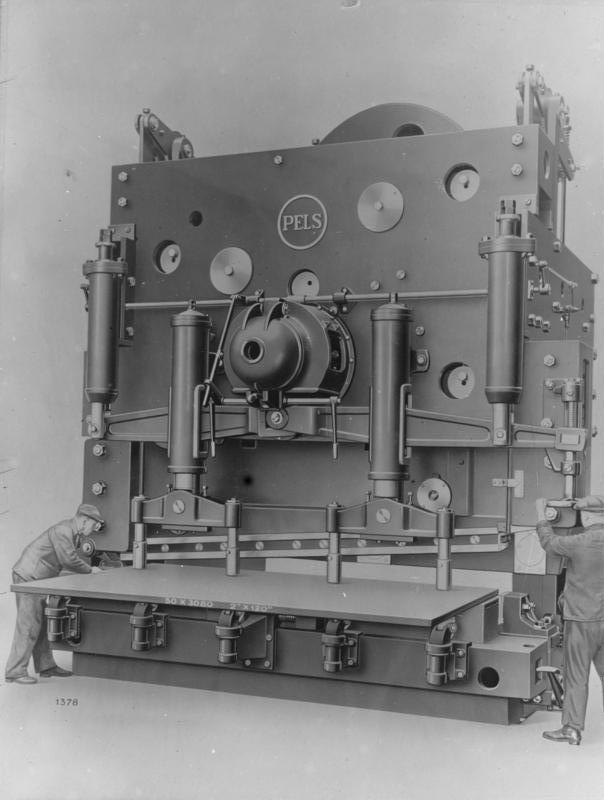
Tafel-Blechschere um 1930

Eine Tafelschere oder Schlagschere ist eine motorisch oder handbetriebene Werkzeugmaschine zum Schneiden von Blechtafeln, Kunststoffplatten oder Pappkartonagen. Beim Schneiden wird das Schnittgut zwischen einem festen und einem beweglichen Messer in einem Arbeitsgang gerade abgeschert.
Das Besondere an der Tafelschere ist, dass sie lange, gerade Schnitte ermöglicht. Die Schnittlänge liegt in der Regel bei zwei Metern, jedoch sind bis zu 15 Meter realisierbar. Die schneidbaren Materialdicken liegen je nach Bauart der Maschine zwischen Bruchteilen eines Millimeters und 200 mm. 
Vor dem Durchtrennen liegt der Werkstoff auf einer geraden Unterlage – dem Maschinentisch – und wird in der Schneidposition vom Niederhalter auf den Tisch gespannt. Das Untermesser ist bündig mit dem Tisch montiert, während das Obermesser bei kulissengeführten Scheren gerade herunterfährt oder bei Schwingschnittscheren auf einer Kreisbahn geführt wird.
Wichtig ist, dass zwischen dem Unter- und Obermesser ein Schneidspalt besteht. Je kleiner der Spalt, desto besser die Schnittfläche, doch steigen dabei auch die nötigen Bearbeitungskräfte und damit die Belastung der Schneidwerkzeuge.
Um eine zur Materialoberfläche rechtwinkelige Schnittfläche zu erhalten, muss das Obermesser mit einer Neigung von 2° bis 3° durch die Tafel scheren, da die Wirklinie der Scherkraft ebenfalls nicht senkrecht verläuft. Bei Schwingschnittscheren ist dies leicht durch die Lage der Drehachse zu gewährleisten. Blech, das angepresst vorne auf der Tafel liegt, bleibt sehr gut plan, während der hinten nach unten fallende Abschnitt, besonders wenn er schmal im Vergleich zur Schnittlänge ist, verbogen und verdrillt wird. Soll dieser Abschnitt verwendet werden, muss er meist gerichtet werden. Auch ist es dann günstig, mit einem schrägen Brett die Fallhöhe zu reduzieren.
Die Lage des Schnitts am Blech kann durch den Schatten eines gespannten Drahts angezeigt werden. Schneidspalt und Schnittwinkel können an guten Maschinen je nach Materialeigenschaften (Alu, Stahl) und -dicke eingestellt werden. 
Bei Hebeltafelscheren ist das Obermesser an einem langen beweglichen Hebel angeschraubt. Das Schneiden erfolgt durch zügiges Herunterschwenken des Hebels per Hand – nur durch Schwung (Trägheitsmoment) kann die erforderliche hohe Momentanleistung aufgebracht werden. Das Ausbalancieren des Hebels in seiner oberen Position (Schere offen – Unfallgefahr) übernimmt ein Gegengewicht, das zugleich die Schwungmasse erhöht. An motorischen Scheren mit Schwungrad ist bisweilen das Wiederbeschleunigen unmittelbar nach dem Schnitt zu hören. 
Zum Schutz gegen Verrutschen beim Schneiden wird der Werkstoff von einem Niederhalter festgeklemmt. Der Niederhalter kann von Hand oder maschinell (pneumatisch, hydraulisch) angetrieben sein.
Tafelscheren besitzen einen (manchmal motorisch) verstellbaren Anschlag, bis zu dem das Blech vor dem Niederhalten geschoben wird.
Motorisch angetriebene Tafelscheren besitzen oft eine Schwungmasse (Schwungrad), um die zu installierende Motorleistung gering zu halten. Zur Sicherheit besitzen sie eine Zweihandbedienung.